# Ecluzare
Ecluzare se numește operațiunea prin care se trece o navă prin ecluză.
Operația comportă următoarele faze:
- a) aducerea nivelului apei din sas pînă la nivelul la care se află nava;
- b) deschiderea porților de la unul din capetele ecluzei;
- c) introducerea navei în sas și închiderea porților prin care a intrat nava;
- d) ridicarea sau coborârea nivelului din sas pînă la nivelul suprafeței de apă către care se îndreaptă nava;
- e) deschiderea porților etanșe de la celălalt capăt al ecluzei și ieșirea navei din ecluză.